# William Osorio
William Adalberto Osorio Rivera (né le 13 avril 1971 à San Salvador au Salvador) est un joueur de football international salvadorien, qui évoluait au poste de défenseur, avant de devenir entraîneur.

## Biographie

### Carrière de joueur

#### Carrière en sélection
Avec l'équipe du Salvador, il joue 70 matchs (pour aucun but inscrit) entre 1991 et 2002. 
Il figure dans le groupe des sélectionnés lors des Gold Cup de 1996 et de 2002. Il atteint les quarts de finale de cette compétition en 2002.
Il joue également 19 matchs comptant pour les tours préliminaires de la coupe du monde, lors des éditions 1994, 1998 et 2002.

## Palmarès
| CD FAS - Championnat du Salvador (6) : - Champion : 1994-95, 1995-96, 2002 (Clôture), 2002 (Ouverture), 2004 (Ouverture) et 2005 (Clôture). |  | Luis Ángel Firpo - Championnat du Salvador (1) : - Champion : 1997-98. |